# جزیره خرد

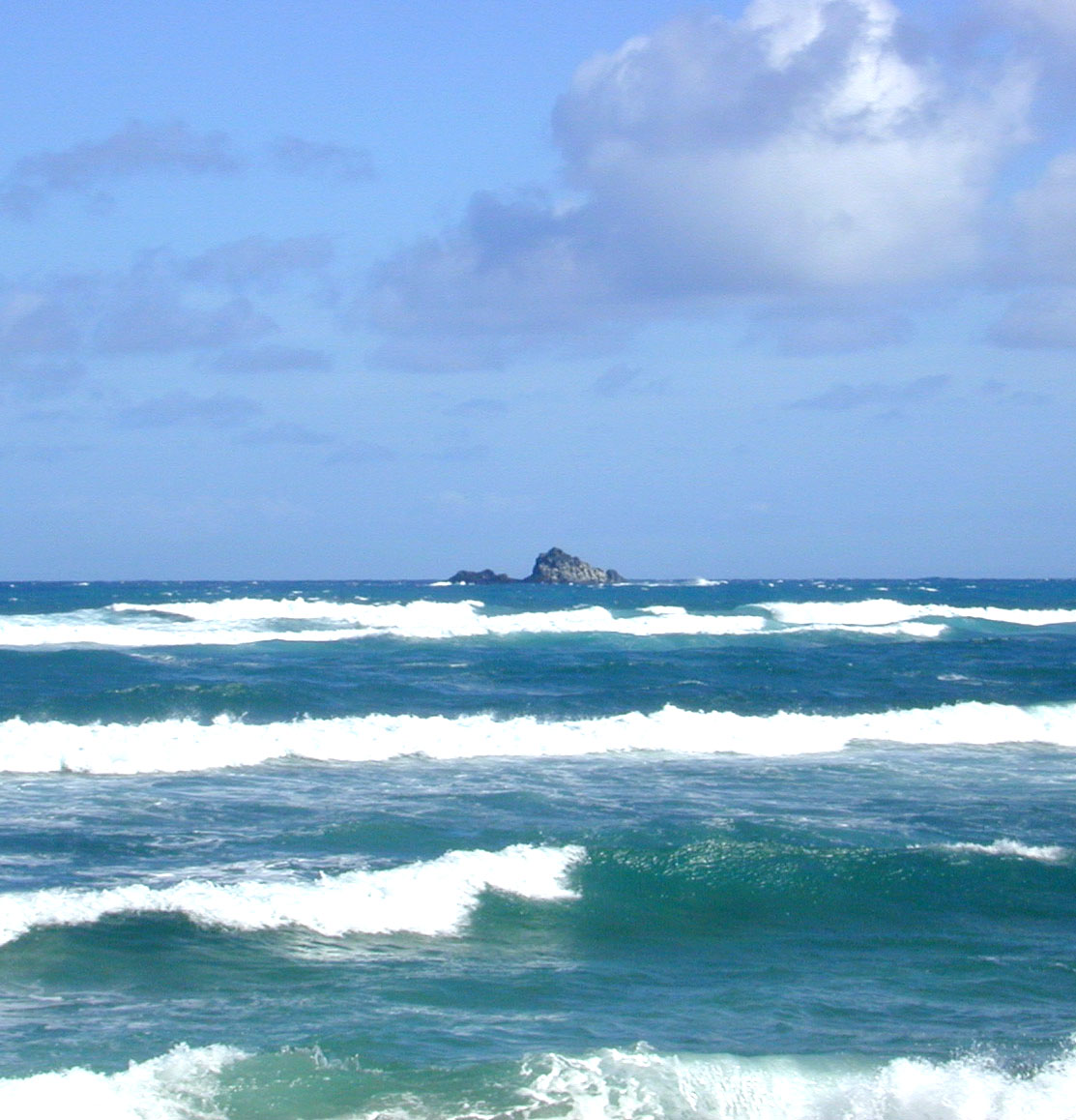
یک جزیره خرد در سواحل هاوایی

جزیره خُرد (به انگلیسی: Islet) جزیره ای بسیار کوچک و غالباً بدون نام است بیشتر تعاریف در این مورد چندان دقیق نیستند، اما در اکثر موارد جزیره خُرد، یک جزیره دارای پوشش گیاهی کم یا بدون پوشش گیاهی است و نمی‌تواند مورد استفاده انسان‌ها به عنوان محل سکونت قرار گیرد. از نطر ساختاری، ممکن است از سنگ، ماسه و/یا مرجان‌های سنگی ساخته شده باشد. ممکن است دائمی یا جزر و مدی باشد (همانند آب‌سَنگ حاشیه‌ای یا دریاکوه ها). و ممکن است در دریاها، دریاچه‌ها، رودخانه‌ها یا هر پهنه آبی دیگری وجود داشته باشد.

## سایر اصطلاحات

منظره غروب خورشید و یک موُتو در رایاتئاواقع در پلی نزی فرانسه

- اِیت (به انگلیسی: Ait) (همانند عدد ۸ در انگلیسی تلفظ می‌شود) این اصطلاح به ویژه برای اشاره به جزایر رودخانه ای موجود در رودخانه تیمز و شاخه‌های آن در انگلستان استفاده می‌شود.[۴][۵][۶]
- کی(به انگلیسی: Cay) یا (به انگلیسی: key)جزیره ای است که از تجمع رسوبات شن و ماسه ای ریز در بالای آبسنگ‌ها، به ویژه در دریای کارائیب و اقیانوس اطلس غربی تشکیل شده است. رام کی در باهاما و فلوریدا کیز در نزدیکی فلوریدا نمونه‌هایی از این جزایر خُرد هستند.
- موُتو (به انگلیسی: Motu)یک جزیره خُرد است که از مرجان‌های شکسته شده و شن‌ها شکل گرفته است و موتوها خصوصاً در پلی نزی فرانسه،[۷] آبسنگ‌های حَلقَوی (خوستها)[۸] را احاطه می‌نمایند. از نمونه‌های این جزیره خرد می‌توان به مُوتو اُونه، موتو نائو و موتو پاهی اشاره داشت.

## لیست جزیره‌های خرد
- جزایر خرد سینکلایر (واقع در کوئینزلند)
- جزایر خرد نقره‌ای (واقع در اونتاریو)